# Kamenikolike
Kamenikolike (lat. Saxifragales), red biljaka iz razreda Magnoliopsida kojemu se pripisuju porodice Altingiaceae, Aphanopetalaceae, Cercidiphyllaceae, Crassulaceae, Cynomoriaceae, Daphniphyllaceae, Grossulariaceae, Haloragaceae, Hamamelidaceae, Iteaceae, Paeoniaceae, Penthoraceae, Peridiscaceae, Saxifragaceae, Tetracarpaeaceae.
Armen Tahtadžjan (1997.) klasificira ga u nadred Saxifraganae kojemu još priključuje redove Cunoniales, Cephalotales, Greyiales, Francoales, Haloragales, Podostemales i Gunnerales. Robert F. Thorne. 1992. ovaj red priključuje nadredu Rosanae

## Opći opis
Saxifragales, su red dikotiledonih cvjetnica, koji se sastoji od 15 porodica, 112 rodova i gotovo 2500 vrsta. Pripada jezgri eudikota i, iako njegov filogenetski položaj nije dobro razjašnjen, vjerojatno je sestra skupini Rosid u botaničkom klasifikacijskom sustavu filogenije kritosjemenjača III.

## Karakteristike reda
Saxifragales obuhvaća široku paletu biljnih vrsta rasprostranjenih po cijelom svijetu, uključujući grmlje i drveće, kao što su Vještičina lijeska (Hamamelidaceae), biljke za kamene vrtove kao što je Kamenika (Saxifragaceae), poznate vrtne ukrase kao što su božuri (Paeoniaceae), te grmovi koji daju ribizle i ogrozde (Grossulariaceae). Iako red pokazuje velike strukturne varijacije, neke zajedničke osobine ujedinjuju Saxifragales. Cvjetovi u redu su gotovo uvijek radijalno simetrični, s laticama koje su slobodne, a ne srasle, a sjemenke obično imaju obilan endosperm (hranjivo tkivo). Većina pripadnika reda ima odvojene (nesrasle) karpele, barem prema vrhu.
Mnoge porodice koje su sada uključene u red nekoć su se smatrale nepovezanima i stavljane su u tri različita podrazreda u ranijim botaničkim klasifikacijskim sustavima Amerikanca Arthura Cronquista i sovjetsko-armenskog Armena Tahtadžjana. Međutim, oni su sada podržani kao monofiletska (evolucijski povezana) skupina na temelju molekularnih studija. Iako su unutarnji odnosi među obiteljima uglavnom nerazjašnjeni, pretpostavlja se da je to rezultat brzog drevnog evolucijske radijacije. Činjenica da su mnoge porodice u redu prilično male i zemljopisno ograničene podupire drevnu hipotezu o evolucijskoj radijaciji, a nekoliko drvenastih porodica ima opsežnu povijest fosila.

## Razdioba
1. Familia Peridiscaceae Kuhlm. (11 spp.)
  1. Soyauxia Oliv. (7 spp.)
  2. Peridiscus Benth. (1 sp.)
  3. Whittonia Sandwith (1 sp.)
  4. Medusandra Brenan (2 spp.)
2. Familia Paeoniaceae Raf. (37 spp.)
  1. Paeonia L. (37 spp.)
3. Familia Altingiaceae Horan. (16 spp.)
  1. Liquidambar L. (16 spp.)
4. Familia Hamamelidaceae R. Br. (104 spp.)
  1. Subfamilia Exbucklandioideae H. T. Chang
    1. Chunia H. T. Chang (1 sp.)
    2. Exbucklandia R. W. Br. (3 spp.)
    3. Rhodoleia Champ. ex Hook. fil. (6 spp.)
    4. Mytilaria Lecomte (1 sp.)

  2. Subfamilia Disanthoideae Harms
    1. Disanthus Maxim. (2 spp.)

  3. Subfamilia Hamamelidoideae Burnett
    1. Tribus Corylopsideae Harms
      1. Corylopsis Siebold & Zucc. (25 spp.)
      2. Loropetalum R. Br. (4 spp.)
      3. Maingaya Oliv. (1 sp.)
      4. Embolanthera Merr. (2 spp.)
      5. Matudaea Lundell (2 spp.)

    2. Tribus Eustigmateae Harms
      1. Sinowilsonia Hemsl. (1 sp.)
      2. Molinadendron Endress (2 spp.)
      3. Dicoryphe Thouars (7 spp.)
      4. Eustigma Gardner & Champ. (4 spp.)
      5. Fortunearia Rehder & Wilson (1 sp.)
      6. Neostrearia L. S. Sm. (1 sp.)
      7. Noahdendron Endress, Hyland & Tracey (1 sp.)
      8. Ostrearia Baill. (1 sp.)
      9. Trichocladus Pers. (4 spp.)

    3. Tribus Hamamelideae DC.
      1. Distylium Siebold & Zucc. (16 spp.)
      2. Distyliopsis Endress (6 spp.)
      3. Parrotia C. A. Mey. (2 spp.)
      4. Sycopsis Oliv. (2 spp.)
      5. Fothergilla L. (3 spp.)
      6. Parrotiopsis C. K. Schneid. (1 sp.)
      7. Hamamelis L. (5 spp.)
5. Familia Cercidiphyllaceae Engl. (2 spp.)
  1. Cercidiphyllum Siebold & Zucc. (2 spp.)
6. Familia Daphniphyllaceae Müll. Arg. (29 spp.)
  1. Daphniphyllum Blume (29 spp.)
7. Familia Crassulaceae J. St.-Hil. (1574 spp.)
  1. Subfamilia Crassuloideae Burnett
    1. Crassula L. (212 spp.)
    2. Hypagophytum A. Berger (1 sp.)

  2. Subfamilia Kalanchoideae A. Berger
    1. Adromischus Lem. (29 spp.)
    2. Kalanchoe Adans. (160 spp.)
    3. Tylecodon Toelken (50 spp.)
    4. Cotyledon L. (17 spp.)

  3. Subfamilia Sempervivoideae Arn.
    1. Tribus Umbiliceae Meisn.
      1. Sinocrassula A. Berger (11 spp.)
      2. Meterostachys Nakai (1 sp.)
      3. Orostachys (DC.) Fisch. (15 spp.)
      4. Hylotelephium H. Ohba (31 spp.)
      5. Perrierosedum (Berger) H. Ohba (1 sp.)
      6. Umbilicus DC. (14 spp.)
      7. Pseudosedum (Boiss.) A. Berger (12 spp.)
      8. Rhodiola L. (66 spp.)
      9. Phedimus Raf. (19 spp.)

    2. Tribus Semperviveae Dumort.
      1. Sempervivum L. (48 spp.)
      2. Petrosedum Grulich (10 spp.)

    3. Tribus Aeonieae Thiede ex Reveal
      1. Aichryson Webb & Berthel. (15 spp.)
      2. Monanthes Haw. (13 spp.)
      3. Aeonium Webb & Berthel. (41 spp.)

    4. Tribus Sedeae Fr.
      1. Pistorinia DC. (4 spp.)
      2. Rosularia (DC.) Stapf (22 spp.)
      3. Prometheum (A. Berger) H. Ohba (8 spp.)
      4. Afrovivella A. Berger (1 sp.)
      5. Sedella Fourr. (4 spp.)
      6. Dudleya Britton & Rose (47 spp.)
      7. Sedum L. (449 spp.)
      8. Cremnophila Rose (3 spp.)
      9. Villadia Rose (27 spp.)
      10. Lenophyllum Rose (7 spp.)
      11. Reidmorania Kimnach (1 sp.)
      12. Graptopetalum Rose (20 spp.)
      13. Thompsonella Britton & Rose (8 spp.)
      14. Echeveria DC. (183 spp.)
      15. Pachyphytum Link, Klotzsch & Otto (24 spp.)
8. Familia Aphanopetalaceae (Takht.) Doweld (2 spp.)
  1. Aphanopetalum Endl. (2 spp.)
9. Familia Tetracarpaeaceae Nakai (1 sp.)
  1. Tetracarpaea Hook. (1 sp.)
10. Familia Penthoraceae Rydb. ex Britton (2 spp.)
  1. Penthorum L. (2 spp.)
11. Familia Haloragaceae R. Br. (167 spp.)
  1. Glischrocaryon Endl. (11 spp.)
  2. Proserpinaca L. (3 spp.)
  3. Trihaloragis M. L. Moody & Les (1 sp.)
  4. Haloragis J. R. Forst. & G. Forst. (34 spp.)
  5. Gonocarpus Thunb. (43 spp.)
  6. Laurembergia Bergius (7 spp.)
  7. Myriophyllum L. (68 spp.)
12. Familia Iteaceae J. Agardh (24 spp.)
  1. Pterostemon Schauer (3 spp.)
  2. Itea L. (21 spp.)
13. Familia Grossulariaceae DC. (193 spp.)
  1. Ribes L. (193 spp.)
14. Familia Saxifragaceae Juss. (795 spp.)
  1. Tribus Cascadieae R.A.Folk & Soltis
    1. Cascadia A. M. Johnson (1 sp.)
    2. Saxifragodes D. M. Moore (1 sp.)

  2. Tribus Chrysosplenieae Dumort.
    1. Peltoboykinia (Engl.) Hara (2 spp.)
    2. Chrysosplenium L. (82 spp.)

  3. Tribus Micrantheae R.A.Folk & Soltis
    1. Micranthes Haw. (84 spp.)

  4. Tribus Darmereae R.A.Folk & Soltis
    1. Mukdenia Koidz. (1 sp.)
    2. Oresitrophe Bunge (1 sp.)
    3. Astilboides (Hemsl.) Engl. (1 sp.)
    4. Darmera Voss (1 sp.)
    5. Rodgersia A. Gray (5 spp.)
    6. Bergenia Moench (10 spp.)

  5. Tribus Leptarrheneae Schulze-Menz
    1. Leptarrhena R. Br. (1 sp.)
    2. Tanakaea Franch. & Sav. (1 sp.)

  6. Tribus Saniculiphylleae C. Y. Wu & T. C. Ku
    1. Saniculiphyllum C. Y. Wu & T. C. Ku (1 sp.)

  7. Tribus Astilbeae Schulze-Menz
    1. Saxifragopsis Small (1 sp.)
    2. Astilbe Buch.-Ham. (25 spp.)

  8. Tribus Boykinieae R.A.Folk & Soltis
    1. Telesonix Raf. (1 sp.)
    2. Jepsonia Small (3 spp.)
    3. Sullivantia Torr. & A. Gray (3 spp.)
    4. Boykinia Nutt. (8 spp.)
    5. Hemieva Raf. (1 sp.)
    6. Suksdorfia A. Gray (1 sp.)
    7. Bolandra A. Gray (2 spp.)
    8. Hieronymusia Engl. (1 sp.)

  9. Tribus Heuchereae Bartl.
    1. Tiarella L. (7 spp.)
    2. Spuriomitella (H.Boissieu) R.A.Folk & Y.Okuyama (1 sp.)
    3. Elmera Rydb. (1 sp.)
    4. Mitellastra Howell (1 sp.)
    5. Conimitella Rydb. (1 sp.)
    6. Ozomelis Raf. (3 spp.)
    7. Tolmiea Torr. & A. Gray (2 spp.)
    8. Pectiantia Raf. (1 sp.)
    9. Tellima R. Br. (1 sp.)
    10. Asimitellaria (Wakab.) R.A.Folk & Y.Okuyama (11 spp.)
    11. Bensoniella Morton (1 sp.)
    12. Brewerimitella (Engl.) R.A.Folk & Y.Okuyama (2 spp.)
    13. Mitella L. (3 spp.)
    14. Lithophragma (Nutt.) Torr. & A. Gray (9 spp.)
    15. Heuchera L. (50 spp.)

  10. Tribus Saxifrageae Dumort.
    1. Saxifraga L. (462 spp.)
    2. Brachycaulos Dikshit & Panigrahi (1 sp.)

### APG 1998.
Prema sistemu APG iz 1998. g.:
1. Altingiaceae
2. Cercidiphyllaceae
3. Crassulaceae
4. Daphniphyllaceae
5. Grossulariaceae
6. Haloragaceae
7. Hamamelidaceae
8. Iteaceae
9. Paeoniaceae
10. Penthoraceae
11. Pterostemonaceae
12. Saxifragaceae
13. Tetracarpaeaceae

### Thorne 1992.
Red Saxifragales uključuje u nadred Rosanae
- Tetracarpaeaceae (1/1)
- Crassulaceae (35/1500) 
  - Sedoideae - uključuje Semperviveae, Echeverieae
  - Cotyledonoideae - uključuje Kalanchoeae
  - Crassuloideae
- Cephalotaceae (1/1)
- Penthoraceae (1/2)
- Saxifragaceae (30/550) 
  - Astilboideae - 3 genera, 40 species (Astilbe, Astilboides, Rodgersia)
  - Saxifragoideae - 27 genera s 510 species
- Francoaceae (2/2)
- Grossulariaceae (1/150)
- Vahliaceae (1/5)
- Eremosynaceae (1/1)
- Lepuropetalaceae (1/1)
- Parnassiaceae (1/50)
- Greyiaceae (1/3)
- Diapensiaceae (6/20)

### Tahtadžjan 1997.
Klasificira u podrazred Rosidae i nadred Saxifraganae
1. Tetracarpaeaceae
2. Penthoraceae
3. Crassulaceae
4. Saxifragaceae
5. Grossulariaceae
6. Pterostemonaceae
7. Iteaceae
8. Eremosynaceae
9. Vahliaceae